# Morti nel 1995/Giugno
| Questa pagina contiene informazioni ricavate automaticamente dalle voci biografiche con l'ausilio del template Bio e di un bot. L'aggiornamento è periodico e automatico e ricostruisce completamente la pagina. Se manca una persona in questa lista, sei pregato di non aggiungerla, ma accertati piuttosto che la sua voce biografica contenga il template Bio e che i dati anagrafici siano correttamente compilati. Se il template Bio manca, inseriscilo tu stesso o, in alternativa, metti l'avviso {{tmp\|Bio}} che ne segnala la mancanza. Se i dati riportati sono sbagliati, correggi direttamente la voce biografica; le modifiche saranno visibili in questa lista entro pochi giorni. Per chiarimenti vedi il progetto biografie. La lista contiene solo le 104 persone che sono citate nell'enciclopedia e per le quali è stato implementato correttamente il template Bio. Pagina aggiornata al 2 apr 2025. |

- 1º giugno - John Leonard Eriksson, micologo svedese (n. 1921)
- 2 giugno - Alexandre de Marenches, ufficiale, imprenditore e agente segreto francese (n. 1921)
- 2 giugno - Kōhei Miyauchi, doppiatore giapponese (n. 1929)
- 2 giugno - Ugo Stille, giornalista italiano (n. 1919)
- 3 giugno - Presper Eckert, ingegnere statunitense (n. 1919)
- 3 giugno - Jean-Patrick Manchette, scrittore, sceneggiatore e critico letterario francese (n. 1942)
- 3 giugno - Bob Schwartz, cestista statunitense (n. 1919)
- 3 giugno - Arthur Shapiro, psichiatra statunitense (n. 1923)
- 3 giugno - Frank Waters, scrittore statunitense (n. 1902)
- 4 giugno - Sergej Kapustin, hockeista su ghiaccio russo (n. 1953)
- 4 giugno - Sokela Mangoumbel, cestista francese (n. 1911)
- 4 giugno - Bob Nugent, cestista statunitense (n. 1915)
- 5 giugno - Patricia Dane, attrice statunitense (n. 1917)
- 5 giugno - Orlando Lucchi, politico italiano (n. 1921)
- 5 giugno - Marvel Moreno, scrittrice colombiana (n. 1939)
- 5 giugno - Marcello Savini, pittore italiano (n. 1928)
- 5 giugno - Ol'ga Vikland, attrice sovietica (n. 1911)
- 6 giugno - Stella Angelini, pittrice e scultrice italiana (n. 1922)
- 6 giugno - Ludwig Gärtner, calciatore tedesco (n. 1919)
- 6 giugno - Coriolano Pontiggia, calciatore italiano (n. 1912)
- 6 giugno - Amanzio Todini, regista e sceneggiatore italiano (n. 1947)
- 6 giugno - Francisco Yegros, cestista paraguaiano (n. 1933)
- 7 giugno - Josef Brinkhues, vescovo vetero-cattolico tedesco (n. 1913)
- 7 giugno - Hsuan Hua, monaco buddista cinese (n. 1918)
- 8 giugno - Heinz Lehmann, scacchista tedesco (n. 1921)
- 8 giugno - Juan Carlos Onganía, generale e politico argentino (n. 1914)
- 8 giugno - Aldo Querci, allenatore di calcio e calciatore italiano (n. 1911)
- 8 giugno - Nello Sticco, calciatore italiano (n. 1904)
- 8 giugno - Carlo Veo, sceneggiatore e regista italiano (n. 1922)
- 10 giugno - Mikel Dufrenne, filosofo francese (n. 1910)
- 10 giugno - Néophytos Edelby, vescovo cattolico siriano (n. 1920)
- 10 giugno - Roberto Gerardi, direttore della fotografia italiano (n. 1919)
- 10 giugno - Madeleine Moreau, tuffatrice francese (n. 1928)
- 11 giugno - Thomas P. Cullinan, scrittore e sceneggiatore statunitense (n. 1919)
- 11 giugno - Oronzio De Nora, imprenditore e ingegnere elettrotecnico italiano (n. 1899)
- 11 giugno - Elsie Greeson, attrice statunitense (n. 1895)
- 12 giugno - Arturo Benedetti Michelangeli, pianista italiano (n. 1920)
- 12 giugno - Eva Bernoulli, insegnante svizzera (n. 1903)
- 12 giugno - Luigi Innocenti, imprenditore italiano (n. 1923)
- 12 giugno - Pierre Russell, cestista statunitense (n. 1949)
- 12 giugno - Egon Svensson, lottatore svedese (n. 1913)
- 12 giugno - Ede Vadászi, cestista ungherese (n. 1923)
- 13 giugno - Otello Calbi, compositore italiano (n. 1917)
- 14 giugno - Giuseppe Calvi, calciatore italiano (n. 1901)
- 14 giugno - Rory Gallagher, chitarrista e cantante irlandese (n. 1948)
- 14 giugno - Bobby Grim, pilota automobilistico statunitense (n. 1924)
- 14 giugno - Jos Hoevenaers, ciclista su strada belga (n. 1932)
- 14 giugno - Sony Labou Tansi, scrittore e regista teatrale congolese (Repubblica Democratica del Congo) (n. 1947)
- 14 giugno - Roger Zelazny, scrittore e autore di fantascienza statunitense (n. 1937)
- 15 giugno - John Vincent Atanasoff, fisico e inventore statunitense (n. 1903)
- 15 giugno - Charles Bennett, sceneggiatore, regista e attore britannico (n. 1899)
- 15 giugno - Preben Lerdorff Rye, attore danese (n. 1917)
- 16 giugno - Bob Cope, cestista statunitense (n. 1911)
- 16 giugno - Tore Edman, saltatore con gli sci svedese (n. 1904)
- 17 giugno - Eugenio Wolk, militare italiano (n. 1915)
- 18 giugno - George Brander, calciatore scozzese (n. 1929)
- 19 giugno - Robert Schlienz, calciatore tedesco (n. 1924)
- 19 giugno - Peter Townsend, militare, aviatore e scrittore britannico (n. 1914)
- 20 giugno - Emil Cioran, filosofo, saggista e aforista romeno (n. 1911)
- 20 giugno - Gianni Ghidini, ciclista su strada italiano (n. 1930)
- 20 giugno - Harry Gwala, politico e insegnante sudafricano (n. 1920)
- 20 giugno - Albert Wyckmans, ciclista su strada belga (n. 1897)
- 21 giugno - Al Adamson, regista statunitense (n. 1929)
- 21 giugno - Jun Hamamura, attore giapponese (n. 1906)
- 21 giugno - Katarína Lazarová, scrittrice slovacca (n. 1914)
- 21 giugno - Ulrich Thein, attore tedesco (n. 1930)
- 22 giugno - Yves Congar, cardinale e teologo francese (n. 1904)
- 22 giugno - Gerhard Nenning, sciatore alpino austriaco (n. 1940)
- 23 giugno - Francesco Camusso, ciclista su strada italiano (n. 1908)
- 23 giugno - Nils-Joel Englund, fondista svedese (n. 1907)
- 23 giugno - Teodorico Moretti Costanzi, filosofo italiano (n. 1912)
- 23 giugno - Carlo Pietrangeli, archeologo e museologo italiano (n. 1912)
- 23 giugno - Sailor Roberts, giocatore di poker statunitense (n. 1931)
- 23 giugno - Jonas Salk, virologo e batteriologo statunitense (n. 1914)
- 23 giugno - Emile Santiago, costumista statunitense (n. 1899)
- 23 giugno - Anatolij Tarasov, allenatore di calcio, calciatore e hockeista su ghiaccio sovietico (n. 1918)
- 23 giugno - Egidio Viganò, presbitero italiano (n. 1920)
- 24 giugno - Luciano Farinelli, anarchico e pubblicista italiano (n. 1931)
- 24 giugno - Robert Guthrie, microbiologo statunitense (n. 1916)
- 24 giugno - Henri Hollanders, cestista belga (n. 1922)
- 25 giugno - Warren Earl Burger, politico e giurista statunitense (n. 1907)
- 25 giugno - Alessandra Casaccia, cantante italiana (n. 1950)
- 25 giugno - Sergej Popov, maratoneta sovietico (n. 1930)
- 25 giugno - Qiu Miaojin, scrittrice taiwanese (n. 1969)
- 25 giugno - Ernest Walton, fisico irlandese (n. 1903)
- 26 giugno - Laurindo Almeida, chitarrista brasiliano (n. 1917)
- 26 giugno - Bernard Duc, fumettista e sceneggiatore francese (n. 1932)
- 26 giugno - Giovanni Ferrantes, scacchista, dirigente sportivo e giornalista italiano (n. 1903)
- 27 giugno - Efrem Kurtz, direttore d'orchestra russo (n. 1900)
- 27 giugno - Nida Senff, nuotatrice olandese (n. 1920)
- 27 giugno - Dominic Tang Yee-ming, arcivescovo cattolico cinese (n. 1908)
- 28 giugno - Pier Quinto Cariaggi, produttore discografico, giornalista e paroliere italiano (n. 1936)
- 28 giugno - Angelo Frosi, vescovo cattolico italiano (n. 1924)
- 28 giugno - Arne Mattsson, regista e sceneggiatore svedese (n. 1919)
- 28 giugno - Mauro Raphael, calciatore brasiliano (n. 1933)
- 29 giugno - Jules Cottenier, calciatore francese (n. 1904)
- 29 giugno - Sicco Leendert Mansholt, partigiano, agricoltore e politico olandese (n. 1908)
- 29 giugno - Ivan Prebeg, pugile jugoslavo (n. 1933)
- 29 giugno - Roy Rowland, regista, produttore cinematografico e produttore televisivo statunitense (n. 1910)
- 29 giugno - Lana Turner, attrice statunitense (n. 1920)
- 30 giugno - Georgij Beregovoj, cosmonauta e aviatore sovietico (n. 1921)
- 30 giugno - Gale Gordon, attore statunitense (n. 1906)
- 30 giugno - Phyllis Hyman, cantautrice statunitense (n. 1949)
- 30 giugno - Mario Monticelli, scacchista e giornalista italiano (n. 1902)